# Atlantide, il continente perduto
Atlantide, il continente perduto (Atlantis, the Lost Continent) è un film del 1961 diretto da George Pal.
Pal riprende con questo suo film la teoria dell'Atlantide atlantica, presentandola fin dal suo prologo, con cartina e disegno animato, come spiegazione del perché dei punti comuni delle antiche civiltà. Seguendo la teoria che ipotizza l'emigrazione dei suoi superstiti nelle varie parti del pianeta, esportando la loro cultura, il film racconta a modo suo gli ultimi giorni di Atlantide.

## Trama
Al periodo dell'antica Grecia, due pescatori, Demetrios e suo padre Petros, ritrovano su una zattera alla deriva, una ragazza svenuta. Portata a terra, al suo risveglio, afferma di essere Antillia, la figlia di Kronas, sovrano di Atlantide, regno che si trova di là dalle Colonne d'Ercole.
Né Demetrios né suo padre le credono perché sanno bene che oltre c'è il Nulla, e chi si è avventurato nel Grande Mare non ha fatto più ritorno.
Benché suo padre sia infastidito dall'atteggiamento un po' spocchioso da principessa della ragazza, Demetrios rimane molto attratto da lei. Da prima rifiuta, ma poi si fa convincere a riaccompagnarla da suo padre, con la promessa che se non riusciranno a ritrovare Atlantide entro un mese, ritorneranno in Grecia e lei diventerà sua moglie.
Nonostante violenti temporali, riescono a superare le Colonne d'Ercole. Immersi in una fitta nebbia, a quasi un mese dalla partenza, le ricorda la promessa, ma la ragazza riesce a convincerlo ad aspettare ancora. Con l'aiuto di uno strano oggetto avente una punta che, sostiene lei, indica 
sempre il Nord, continuano il loro periglioso viaggio fino a quando un enorme mostro marino emerge dai flutti, pronto ad inghiottirli.
Demetrios si lancia con l'arpione all'attacco della creatura, ma Antillia lo tranquillizza divertita, e rimane stupito dal vedere da quello che si rivela non un mostro ma un sottomarino, aprirsi una porta da cui spuntano degli uomini guidati dal generale Zaren.
Saliti a bordo il viaggio riprenderà verso Atlantide, durante il cui Zaren comincia ad ingelosirsi quando comprende l'innamoramento di Antillia verso Demetrios.
Arrivati ad Atlantide mentre la principessa salutata dalla folla festante è ricevuta da suo padre Re Kronas, Demetrios viene arrestato e imprigionato.
Antillia rivela l'intenzione di sposare il pescatore greco, anche se il padre non sembra molto favorevole a ciò, riferendosi anche alle leggi di Atlantide.
Nello stesso tempo Demetrios, fatto schiavo, salva la vita ad un altro prigioniero, Xandros, un vecchio marinaio anch'esso greco, e scopre che tutti gli schiavi sono stranieri caduti nelle grinfie del regime atlantideo. La maggior parte, a seguito d'impressionanti esperimenti di uno 
scienziato nella Casa della Paura, sono diventati metà uomini e metà bestie, obbligati a lavorare come animali da soma nelle miniere della montagna per estrarre la Pietra Verde. Questi cristalli, fonte del potere di Atlantide, servono a catturare l'energia del sole e sono tanto potenti che 
anche una loro piccola quantità è capace di distruggere una città.
Durante una passeggiata a cavallo Antillia rimane sconvolta dallo scorgere Demetrios in una fila di schiavi, avendolo creduto di ritorno in Grecia. 
Credendola responsabile per la sua condizione, Demetrios le getta fango ed è colpito selvaggiamente dalle guardie.
Lei corre a supplicare il padre per la sua liberazione ma si deve accorgere che ormai Kronas è un burattino nelle mani di Zaren ed è quest'ultimo che governa veramente il regno assistito dal perfido Sonoy, l'Astrologo di Corte. L'unico conforto le viene dato dal Gran Sacerdote Azor, il quale le esprime le sue inquietudini sul modo con cui è governato il paese. Riesce anche a far rincontrare i due giovani nel Tempio in un inutile scambio d'insulti: da «Lei non pensa altro che ai suoi egoisti desideri» al «Anche le sue parole odorano di pesce».
Poco dopo, Demetrios viene tradotto alla Casa della Paura dove scopre che il suo amico greco è stato trasformato in un uomo-maiale. Mentre sta per subire la stessa fine due guardie intervengono su ordine di Zaren: se vuole riconquistare la sua libertà, Demetrios dovrà subire la Prova del Fuoco e dell'Acqua nell'Arena della città.
Arriva il momento del combattimento, con Azor che osserva preoccupato le colombe lasciate libere per l'apertura dello spettacolo, le quali invece di tornare indietro si dirigono verso il mare aperto. Un brutto presagio.
In una feroce lotta a corpo a corpo, prima con il fuoco per finire nell'Arena allagata, Demetrios riesce a sopravvivere e a vincere l'incontro, per la gioia di Antillia e di suo padre, un po' meno per Zaren e Sonoy, ed ottiene la libertà.
Alcuni giorni dopo, in un Gran Consiglio, Zaren propone l'inizio della conquista del mondo da parte di Atlantide, grazie alla nuova mortale arma basata su un cristallo gigante di Pietra Verde. Il solo Azor si oppone, ma inutilmente; tutta l'assemblea così come il re, votano per la guerra. Ma le nubi del disastro cominciano a addensarsi sopra Atlantide: come Azor fa notare a Demetrios gli insetti, come le sue api, e gli uccelli hanno abbandonato l'isola. Presto le furie del vulcano la distruggeranno. Questo fa accelerare i piani di fuga d'Antillia e Demetrios, i quali cercano
inutilmente di convincere Azor a fuggire assieme.
Il giorno della luna piena arriva e il cristallo gigante montato su una macchina è collocato nella piazza del Palazzo Reale. Durante il discorso ufficiale, con un'enorme folla acclamante, Demetrios riesce ad introdursi nelle prigioni e a liberare gli schiavi detenuti. 
Improvvisamente il cielo si riempie di nuvole nere e il vulcano comincia a scuotere la terra e spessi fumi escono dal suo cratere; le case cominciano a crollare e la gente impaurita tenta di fuggire verso il mare. Anche dalle prigioni fuggono gli schiavi verso le barche, mentre i poveri disgraziati che hanno subito le mutazioni genetiche si avventano sui loro aguzzini.
Dall'alto della città Zaren vede sgretolarsi tutto il suo mondo e la prospettiva di dominio. Furibondo comincia ad usare l'arma dal raggio mortale per incenerire la popolazione che cerca di mettersi in salvo raggiungendo le imbarcazioni. Azor per impedire a Zaren di continuare la sua opera
di distruzione, lo raggiunge e lo pugnala proprio mentre sta puntando l'arma verso Demetrios ed Antillia, visti allontanarsi con il suo cannocchiale; ma questi nonostante la ferita ingaggia una disperata lotta, e rotolando giù dalle scalinate, riuscirà ad uccidere il sacerdote. 
Durante la lotta, l'arma, senza più controllo comincerà a ruotare emettendo i suoi terrificanti raggi, fino ad uccidere lo stesso Zaren. 
L'isola affonda poco alla volta fino all'esplosione finale del vulcano, al crollo totale della città e dell'invasione finale delle onde del mare, mentre i superstiti con le loro imbarcazioni si allontanano.
Epilogo: sulla carta dell'inizio, dove prima c'era un continente, quattro piccole barche si allontanano in direzione opposta l'una dall'altra.

## Produzione
Ignorando il romanzo L'Atlantide di Pierre Benoît (ispirazione di molti altri film sul tema), il regista Pal attinge direttamente al mito di Platone per materializzare l'angoscia americana, dalla paura dell'invasione marziana ispirata dalla trasmissione radiofonica di Orson Welles del 1938 (La guerra dei mondi), fino alla paranoia della Guerra fredda con la paura del minaccioso comunismo.